# Mučje Sike
Mučje Sike odnosno Šeko je pličina u hrvatskom dijelu Jadranskog mora. Nalazi se kod Rovinja, u poluuvali kod turističkog kompleksa Villas Rubin, koja je posljednja poluuvala na zapadnom dijelu kompleksa
Villas Rubin, prema rtu i uvali Kuvi. U podmorju ove pličine ronioci su našli raznolike zidane objekte. Nađeni su ostatci velikog pristana sprijeda dug više od 30 m i očuvan u visini od 2 metra te operativne obale, oboje iz starog vijeka. Nešto dublje su dva duga usporedna zida koji se pružaju u smjeru sjever - jug i nije im zasad poznata namjena i odnos ka pristanu. Nešto dalje od uvale je suhozidasta struktura nepoznate namjene i starosti, duga 50-ak metara koja je u najvišem dijelu visok 1,5 m. Na jednom mjestu ima barem jedan otvor u podnožju. Na istočnom dijelu završetak je oblik udice, a na zapadnom se urušava i postupno mu se gubi trag. Navodno postoji i drugi zid s vanjske strane prema otvorenom moru ali zasad nije pronašen. Rt koji je danas potopljen bio je kopno i naseljen u prapovijesno vrijeme zbog čega vjerojatno suhozid pripada tom vremenu. Zidane objekte može se uočiti i na sjevernoj obali. Pronađeno je nešto artefakata iz starorimskog vremena poput amfora (vrste Lamboglia II) i dijelova amfore i vrča, i sličnog. Vrlo je vjerojatno pličina u starom vijeku bilo kopno pa je ovo bilo dobro zaštićeno od juga. Tu su ostatci starorimske građevine, vjerojatno rimske vile.

## Vanjske poveznice
- Međunarodni centar za podvodnu arheologiju, Zadar  Arhivirana inačica izvorne stranice od 21. rujna 2019. (Wayback Machine) Marina Šimičić: Podmorska arheološka rekognosciranja istarskog priobalja